# Nao (Roboter)

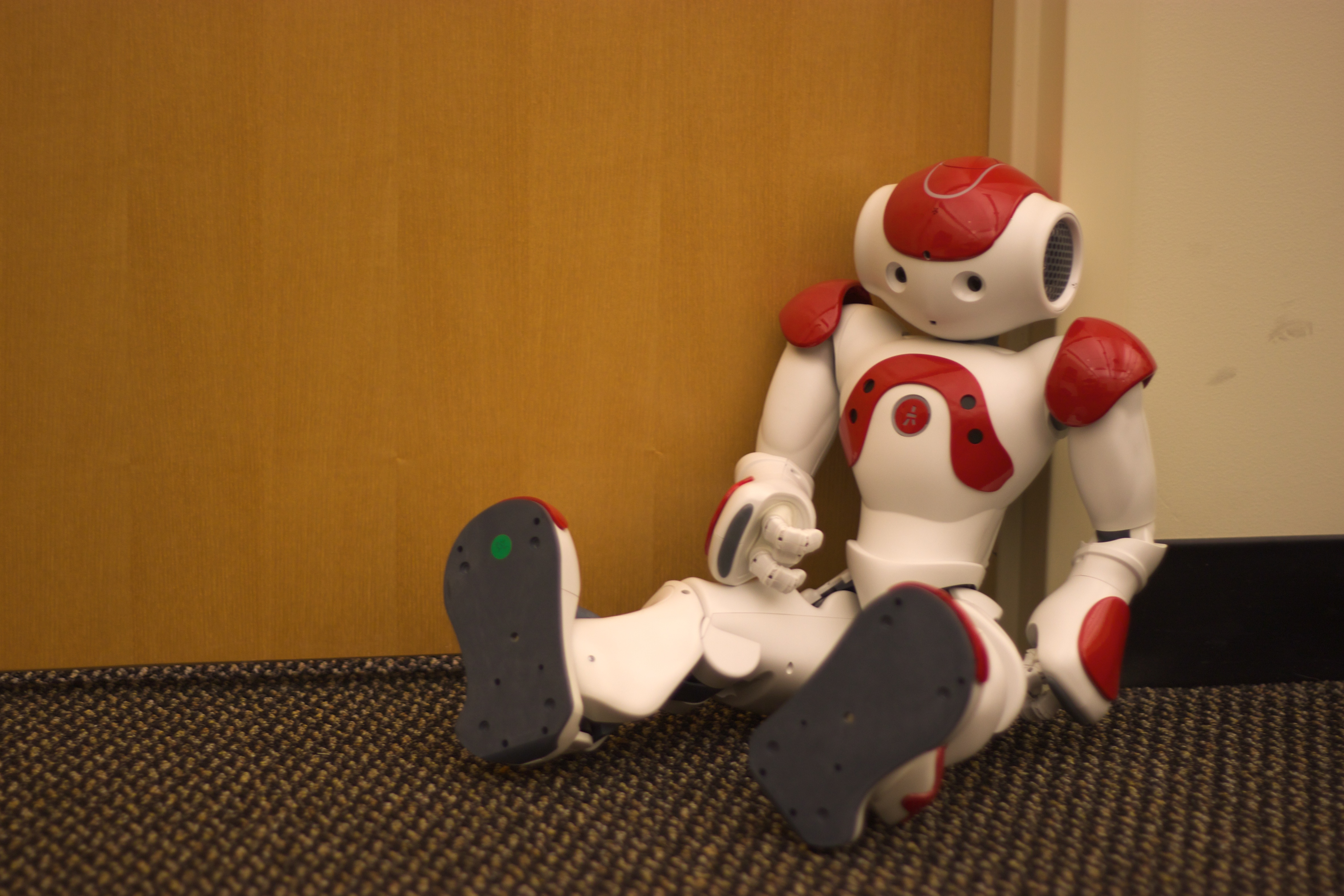
Der Nao

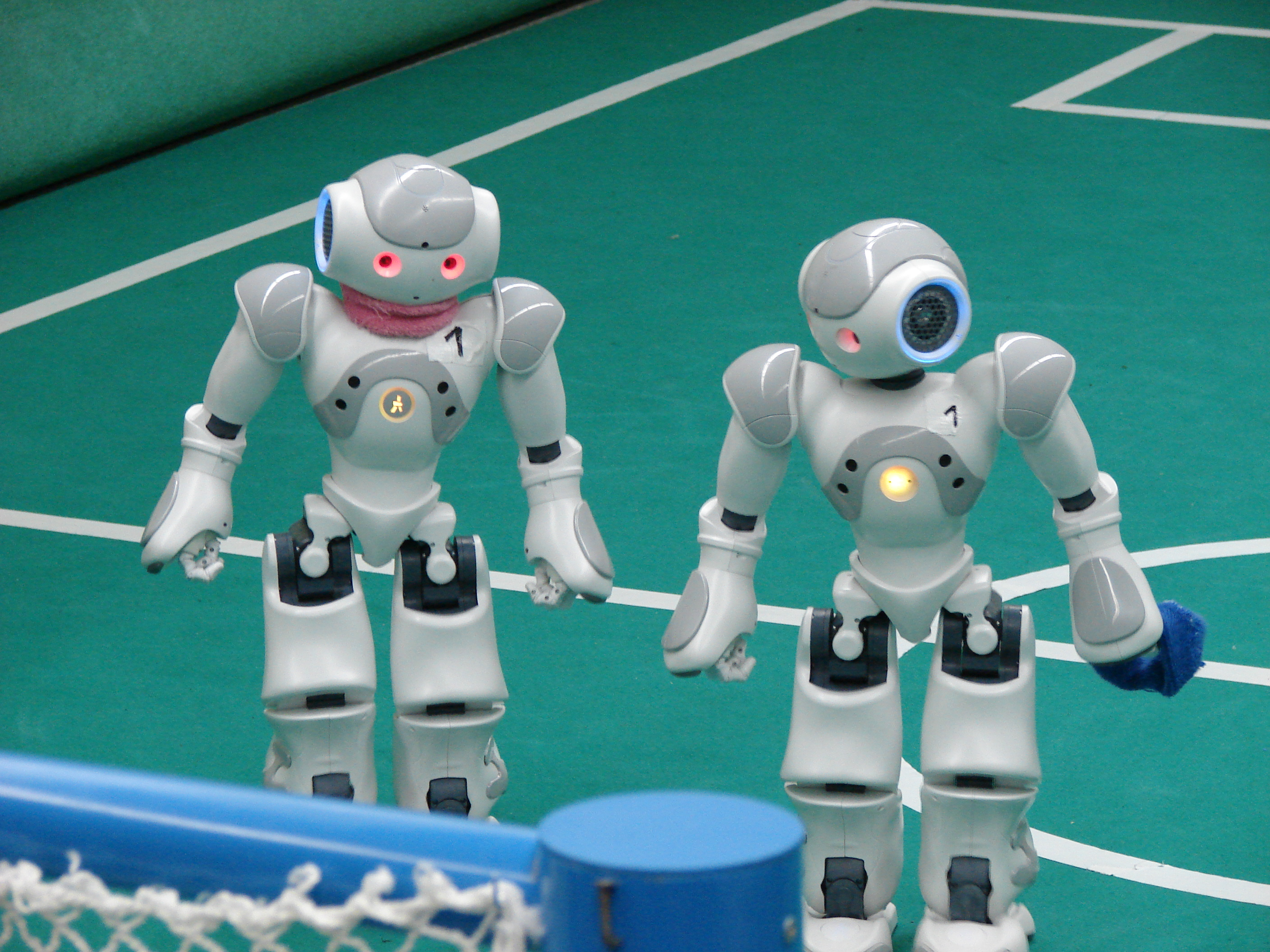
Nao-Team der HTWK Leipzig

Nao ist ein humanoider Roboter des französischen Roboterherstellers Aldebaran Robotics. Der Nao wurde im Jahr 2006 zum ersten Mal vorgestellt und ist seit August 2007 offizieller Nachfolger des Sony Aibo als Standardplattform des RoboCup. Zum ersten Mal wurden beim RoboCup 2008 die NAO V1 im Wettkampf eingesetzt, der Einsatz der Naos wurde 2010 für den Zeitraum bis 2013 bestätigt. Im Mai 2011 wurde bekannt, dass Teile der Software unter einer Open-Source-Lizenz bis Ende des Jahres freigegeben werden sollen. Intel unterstützte die weitere Entwicklung mit einem Investment im Juni 2011. Im Dezember 2011 wurde dann der Nao Next Gen vorgestellt, der zur Basis der Produktpalette von Aldebaran wurde.
Es gibt verschiedene Versionen des Roboters mit unterschiedlichen Freiheitsgraden und verschiedenen verbauten Sensoren. Der RoboCup-Roboter ist 57,3 cm groß und wiegt 5,2 Kilogramm. Im Kopf sind ein 1,6 GHz Intel ATOM Z530 Prozessor (eine sekundäre CPU befindet sich im Torso) und zwei HD-Kameras mit 30 Bildern/Sekunde integriert. Die Akkulaufzeit soll laut Hersteller bei ungefähr 90 Minuten liegen.
Der Nao war mehrere Jahre in der Entwicklung, es war jedoch möglich, einzelne Exemplare auf Anfrage beim Hersteller zu kaufen. Der Preis lag am Anfang bei ungefähr 10.000 Euro. Mittlerweile liegt der Preis des Nao bei etwa 5.000 Euro. Im Oktober 2012 wurde das URBI-Steuerungssystem und die Programmiersprache Urbiscript unter der BSD-Lizenz freigegeben. Diese Ausführungsplattform kam durch eine Übernahme von Gostai im Juli 2012 in den Besitz von Aldebaran, URBI selbst läuft auch auf Produkten anderer Hersteller (etwa Lego Mindstorms NXT).

## Spezifikation
|                        | Nao Next Gen (2011)                                                     | Nao Evolution (2014)                                                    | NAO V6 (2018)                                                           |
| Höhe                   | 58 cm                                                                   | 58 cm                                                                   | 58 cm                                                                   |
| Gewicht                | 5,2 kg                                                                  | 5,2 kg                                                                  | 5,5 kg                                                                  |
| Laufzeit               | 60 Minuten (mit voller Aktivität), 90 Minuten (unter Normalbedingungen) | 60 Minuten (mit voller Aktivität), 90 Minuten (unter Normalbedingungen) | 60 Minuten (mit voller Aktivität), 90 Minuten (unter Normalbedingungen) |
| Freiheitsgrade         | 21 bis 25                                                               | 21 bis 25                                                               | 21 bis 25                                                               |
| CPU                    | Intel Atom Z530 @ 1,6 GHz                                               | Intel Atom Z530 @ 1,6 GHz                                               | Intel Atom E3845 @ 1,91 GHz                                             |
| Betriebssystem         | Linux NAOqi 2.1                                                         | Linux NAOqi 2.1                                                         | Linux NAOqi 2.8                                                         |
| Programmierplattformen | Windows, Mac OS, Linux                                                  | Windows, Mac OS, Linux                                                  | Windows, Mac OS, Linux                                                  |
| Programmiersprachen    | C++, Python, Java, MATLAB, Urbi, C, .Net                                | C++, Python, Java, MATLAB, Urbi, C, .Net                                | C++, Python, Java, MATLAB, Urbi, C, .Net                                |
| Bildsensoren           | Zwei HD 1280x960 Kameras                                                | Zwei HD 1280x960 Kameras                                                | Zwei 2592x1944 Kameras                                                  |
| Datenverbindung        | Ethernet, Wi-Fi                                                         | Ethernet, Wi-Fi                                                         | Bluetooth, Ethernet, Wi-Fi                                              |
| Sensoren               | 4 Ultraschallsensoren, ein Trägheitssensor, Drucksensoren in den Füßen  | 4 Ultraschallsensoren, ein Trägheitssensor, Drucksensoren in den Füßen  | 4 Ultraschallsensoren, ein Trägheitssensor, Drucksensoren in den Füßen  |